# Hapoel Beer Szewa w europejskich pucharach
Występy w europejskich pucharach izraelskiego klubu piłkarskiego Hapoel Beer Szewa.
Legenda do wszystkich tabel:
- Q – runda eliminacyjna, 1/16, 1/8, 1/4, 1/2 – odpowiednia faza rozgrywek, Grupa – runda grupowa, 1r gr – pierwsza runda grupowa, 2r gr – druga runda grupowa, F – finał, R – runda, PO – play-off
- k. – rzuty karne, los. – losowanie, Dogr. – dogrywka, w. – zasada bramek strzelonych na wyjeździe

## Wykaz spotkań pucharowych

### 1994–2000
| Sezon   | Rozgrywki                 | Runda | Klub           | Dom | Wyjazd | Ogólnie    |
| ------- | ------------------------- | ----- | -------------- | --- | ------ | ---------- |
| 1994/95 | Puchar UEFA               | Q     | Aris FC        | 1–2 | 1–3    | 2–5        |
| 1995/96 | Puchar UEFA               | Q     | KF Tirana      | 2–0 | 1–0    | 3–0        |
| 1995/96 | Puchar UEFA               | 1R    | FC Barcelona   | 0–7 | 0–5    | 0–12       |
| 1997/98 | Puchar Zdobywców Pucharów | Q     | Žalgiris Wilno | 2–1 | 0–0    | 2–1, Dogr. |
| 1997/98 | Puchar Zdobywców Pucharów | 1R    | Roda           | 1–4 | 0–10   | 1–14       |

### 2001–2020
| Sezon   | Rozgrywki        | Runda   | Klub              | Dom | Wyjazd | Ogólnie    |
| ------- | ---------------- | ------- | ----------------- | --- | ------ | ---------- |
| 2004    | Puchar Intertoto | 1R      | Vllaznia Szkodra  | 0–3 | 2–1    | 2–4        |
| 2014/15 | Liga Europy      | 2Q      | RNK Split         | 0–0 | 1–2    | 1–2        |
| 2015/16 | Liga Europy      | 2Q      | FC Thun           | 1–1 | 1–2    | 2–3        |
| 2016/17 | Liga Mistrzów    | 2Q      | Sheriff Tyraspol  | 3–2 | 0–0    | 3–2        |
| 2016/17 | Liga Mistrzów    | 3Q      | Olympiakos SFP    | 1–0 | 0–0    | 1–0        |
| 2016/17 | Liga Mistrzów    | PO      | Celtic F.C.       | 2–0 | 2–5    | 4–5        |
| 2016/17 | Liga Europy      | Grupa K | Inter Mediolan    | 3–2 | 2–0    | 2. miejsce |
| 2016/17 | Liga Europy      | Grupa K | Sparta Praga      | 0–1 | 0–2    | 2. miejsce |
| 2016/17 | Liga Europy      | Grupa K | Southampton       | 0–0 | 1–1    | 2. miejsce |
| 2016/17 | Liga Europy      | 1/16    | Beşiktaş JK       | 1–3 | 1–2    | 2–5        |
| 2017/18 | Liga Mistrzów    | 2Q      | Budapest Honvéd   | 2–1 | 3–2    | 5–3        |
| 2017/18 | Liga Mistrzów    | 3Q      | Łudogorec Razgrad | 2–0 | 1–3    | 3–3, w.    |
| 2017/18 | Liga Mistrzów    | PO      | NK Maribor        | 2–1 | 0–1    | 2–2, w.    |
| 2017/18 | Liga Europy      | Grupa G | FC Lugano         | 2–1 | 0–1    | 4. miejsce |
| 2017/18 | Liga Europy      | Grupa G | Viktoria Pilzno   | 0–2 | 1–3    | 4. miejsce |
| 2017/18 | Liga Europy      | Grupa G | Steaua Bukareszt  | 1–2 | 1–1    | 4. miejsce |
| 2018/19 | Liga Mistrzów    | 1Q      | Tallinna FC Flora | 3–1 | 4–1    | 7–2        |
| 2018/19 | Liga Mistrzów    | 2Q      | Dinamo Zagrzeb    | 2–2 | 0–5    | 2–7        |
| 2018/19 | Liga Europy      | 3Q      | APOEL FC          | 2–2 | 1–3    | 3–5        |
| 2019/20 | Liga Europy      | 1Q      | Laçi              | 1–0 | 1–1    | 2–1        |
| 2019/20 | Liga Europy      | 2Q      | Kajrat Ałmaty     | 2–0 | 1–1    | 3–1        |
| 2019/20 | Liga Europy      | 3Q      | IFK Norrköping    | 3–1 | 1–1    | 4–2        |
| 2019/20 | Liga Europy      | PO      | Feyenoord         | 0–3 | 0–3    | 0–6        |

### 2021–
| Sezon   | Rozgrywki               | Runda   | Klub                     | Dom     | Wyjazd  | Ogólnie     |
| ------- | ----------------------- | ------- | ------------------------ | ------- | ------- | ----------- |
| 2020/21 | Liga Europy             | 1Q      | Dinamo Batumi            | 3–0 (D) | 3–0 (D) | 3–0 (D)     |
| 2020/21 | Liga Europy             | 2Q      | Laçi                     | 2–1 (W) | 2–1 (W) | 2–1 (W)     |
| 2020/21 | Liga Europy             | 3Q      | Motherwell               | 3–0 (D) | 3–0 (D) | 3–0 (D)     |
| 2020/21 | Liga Europy             | PO      | Viktoria Pilzno          | 1–0 (D) | 1–0 (D) | 1–0 (D)     |
| 2020/21 | Liga Europy             | Grupa C | Bayer Leverkusen         | 2–4     | 1–4     | 3. miejsce  |
| 2020/21 | Liga Europy             | Grupa C | Slavia Praga             | 3–1     | 0–3     | 3. miejsce  |
| 2020/21 | Liga Europy             | Grupa C | OGC Nice                 | 1–0     | 0–1     | 3. miejsce  |
| 2021/22 | Liga Konferencji Europy | 2Q      | Arda Kyrdżali            | 4–0     | 2–0     | 6–0         |
| 2021/22 | Liga Konferencji Europy | 3Q      | Śląsk Wrocław            | 4–0     | 1–2     | 5–2         |
| 2021/22 | Liga Konferencji Europy | PO      | Anorthosis Famagusta     | 0–0     | 1–3     | 1–3         |
| 2022/23 | Liga Konferencji Europy | 2Q      | Dynama Mińsk             | 2–1     | 1–0     | 3–1         |
| 2022/23 | Liga Konferencji Europy | 3Q      | FC Lugano                | 3–1     | 2–0     | 5–1         |
| 2022/23 | Liga Konferencji Europy | PO      | CS Universitatea Craiova | 1–1     | 1–1     | 2–2, k: 4–3 |
| 2022/23 | Liga Konferencji Europy | Grupa C | Austria Wiedeń           | 4–0     | 0–0     | 3. miejsce  |
| 2022/23 | Liga Konferencji Europy | Grupa C | Villarreal               | 1–2     | 2–2     | 3. miejsce  |
| 2022/23 | Liga Konferencji Europy | Grupa C | Lech Poznań              | 1–1     | 0–0     | 3. miejsce  |
| 2023/24 | Liga Konferencji Europy | 2Q      | FK Poniewież             | 1–0     | 1–1     | 2–1         |
| 2023/24 | Liga Konferencji Europy | 3Q      | Lewski Sofia             | 0–0     | 1–2     | 1–2         |
| 2024/25 | Liga Konferencji        | 2Q      | Czerno More Warna        | 0–0     | 2–1     | 2–1         |
| 2024/25 | Liga Konferencji        | 3Q      | FK Mladá Boleslav        | 2–4     | 1–1     | 3–5         |
| 2025/26 | Liga Europy             | 1Q      | Lewski Sofia             | 1–1     | 0–0     | 1–1, k: 1–3 |
| 2025/26 | Liga Konferencji        | 2Q      | AEK Ateny                | 0–0     | 0–1     | 0–1         |